# ウロボロス -警察ヲ裁クハ我ニアリ-
『ウロボロス -警察ヲ裁クハ我ニアリ-』（ウロボロス けいさつヲさばクハわれニアリ）は、神崎裕也による日本の漫画作品、およびそれを原作としたテレビドラマ。

## 概要
『週刊コミックバンチ』（新潮社）にて2009年12号（3月6日号、通巻373号）から連載されていたが、同誌が2010年8月に休刊したため、2011年1月に同社より創刊された『月刊コミック@バンチ』へ移籍し、2017年2月号まで連載された。休刊から創刊までの合間には、高校時代のイクオと竜哉の再会を描いた外伝が『web@バンチ』にて3か月連続で掲載された（この話は「エピソード零」と称して単行本第9巻に収録）。
単行本は全24巻。通巻だが、『週刊コミックバンチ』連載分を第1部、『月刊コミック@バンチ』掲載分を第2部としている。第1部は第1巻 - 第8巻、第2部は第9巻 - となっている。第2部では週刊誌から月刊誌への移動に伴い、1話あたりのページ数は大幅に増加した。そのため、第9巻からはページ数はあまり変わらないが、収録話数は大幅に減少している。なお、サブタイトルは全て漢字1文字で統一されている。

## あらすじ
孤児であった小学生の龍崎イクオと段野竜哉はこの世で一番大切な人である柏葉結子を、何者かに殺害されてしまう。逃げていく犯人の後ろ姿を目撃した2人は警察へ証言しようとしたが、金時計を付けた警察関係者に脅され事件は迷宮入りとなった。15年後、イクオは事件を隠蔽した警察組織へ復讐するために警察官となり、竜哉は事件の実行犯を探るためにヤクザの松尾組の組員となり、結子の死の真相を追う。

## 登場人物

### 主要人物
龍崎イクオ（りゅうざき イクオ）
主人公。新宿第二警察署刑事課を経て、警視庁捜査一課に派遣され、後に警務部監察官へ。その後、警備部へ異動となり、北川喜一郎警視総監のSPに任命される。階級は巡査部長。15年前の事件の全貌を暴くという目的を隠すため、間の抜けた言動を取る冴えない警官を演じているが、検挙率は署内でNo.1。
本人は運動神経ゼロだと偽っているが、実際は常人離れした運動能力を有している。性格は基本的に優しく仲間思いで、犯罪被害者にも親身になって接する。その反面、凶悪犯や悪徳権力者など自分の許せない人物に対しては容赦がない。国家権力などによって犯人が法の裁きを逃れた時には犯人を躊躇なく射殺することもあるなど、目的のためには手段を選ばない極端な二面性を持っている。頭痛に苛まれトランス状態（変性意識状態 / Altered state of consciousness の一種）に陥って残忍性と恐るべき戦闘力を発揮し、正気に戻ると幼いころの記憶が少しずつ蘇るようになる。幾度目かの記憶の再生により柏葉結子が涙を流しながら自身に銃口を向け殺そうとしたこと、憎むべき敵である「金時計の男」に手を引かれて初めて「まほろば」に来た日のことなどなどの記憶が戻り、混乱してしまう。
結子の遺品でもある2頭の龍のウロボロスを象ったペンダントを所持している。高校時代にそれを取り上げたモンスターティーチャーと裏で手を組んでいたいじめグループを全員、鼻を変形させたり肩の骨を砕くなど容赦無く殲滅したことがあり、それを偶然見かけた竜哉に誘われて相棒関係となった。このペンダントは後に自分の家を訪れた美月に持ち出されてしまい、それが彼女の手にあることを本人は知らないでいる（自身は失くしたと思っている）。エスメラルダ号の事件の最中、聖と直接対決を挑んだものの聖隊の妨害によって竜哉と離れ離れになり、自身もその際のショックで一時意識不明となるが、ペンダントが原因で命を狙われることになった美月の危機を本能的に感じ取り、復活する。

段野竜哉（だんの たつや）
もう1人の主人公。
我孫子会系三次団体、松尾組の若頭で喫煙者（ヘビースモーカー）、背中に2頭の龍のウロボロスの入れ墨を入れている。初恋の人でもある結子先生を殺した実行犯に関する情報を掴むため、裏社会に入った。幼馴染であるイクオの担当事件を調査して彼の検挙率アップに貢献する一方、イクオからは暴力団関係の摘発情報を流してもらっている。
イクオと比べると常に冷静で思慮深く、シビアで打算的な性格。自身の復讐以外には強い関心を示すことは少ないが、イクオをサポートするために自ら積極的に動いて協力を惜しまない。容姿端麗で頭もキレるため男女問わず交友関係は広く、極道入りしてからはインテリヤクザとして頭角を現した。金を稼ぐためにインテリジェンスが必要であるとした上で、極道の本質がヴァイオレンスであることも理解しており、時には強引な手法に訴えることもある。運動神経は人並み以上のものを持っているが、戦闘のプロフェッショナルに対しては苦戦することが多く、度々負傷している。
第2部より我孫子会の直参へと異例の出世を果たし、段野組を結成。我孫子桐乃に接触する。裏カジノが開催された豪華客船エスメラルダ号で起こった混乱の中、桐乃から彼女自身の全てを聞かされ、改めて信頼を得る。その後の聖との直接対決の際、聖隊の銃撃からイクオを庇って撃たれて海に転落し行方不明になるが、聖らに助け出されて一命は取り留めていた。その後は別の場所へ密かに匿われていたが、意識を取り戻した後逃亡。転落した時のショックで記憶障害に陥り、イクオのことのみを忘れてしまう。
日比野美月（ひびの みづき）
ヒロイン。父は警視庁警務部監察課首席監察官の日比野國彦で自身も東大卒のキャリア。新宿第二警察署刑事課時代のイクオの相棒で、後に警視庁捜査第一課へ異動し再びコンビを組む。後に警務部監察官に転属するも、父の死後、再び警視庁捜査第一課へ異動。第二部での階級は警部補であったが、警視庁捜査第一課へ再び異動と同時に警部に昇進している。
イクオの後輩で正義感に溢れた若い女性。家庭を顧みなかった父への反発と興味が入り混じった事情から警察官の道を選ぶ。当初は冴えないイクオを疎ましく思っていたが、共に行動するうちに少しずつ惹かれていく。
偶然からイクオの家で見つけたウロボロスのペンダントを持ち出してしまい、当初は自身の躊躇から返せないでいた。後に偶然からペンダントに隠されたある秘密を知ってしまったため、命を狙われる立場に立たされてしまう。
那智聡介（なち そうすけ）
結子先生が殺害された真相を迫っているフリーライターだが、本当は行方不明になっている妹・日菜子を探している。
イクオと竜哉とは幼なじみとの関係にあたる。ドラマではイクオと竜哉に再会した際、「シスコンの聡介」と思い出される。

### 警察関係者
実際の警察の役職および階級と一部差異が見られる。例として、刑事部捜査一課理事官の竹之内や捜査一課課長の海老塚が警視で、管理官の鷲尾が警視正（通常は警視）となっている。また、捜査一課課長、理事官共に、役職上は管理官より上位ポストである。また実際の警視庁警務部に「監察課」という部署はなく、監察官の階級も通常警視以上であるため、巡査部長のイクオや警部補の美月が就任することは不可能である。さらに、現実の警察で「ゼロ」と呼ばれる部署や班が存在するのは警視庁ではなく警察庁の警備局警備企画課である。
三島薫（みしま かおる）
新宿第二署刑事課の課長。階級は警部。
一見だらしないが、常に部下を気にかけており良き上司である。ある事件後、懲戒免職となり警察を退職。その後はパンケーキ屋に再就職している。
かつては捜査一課に所属する刑事であった。
神取一馬（かんどり かずま）
新宿第二署刑事課捜査員。階級は巡査。イクオと美月の同僚。
元暴走族総長で粗野な言動が目立つが、家族想いな面もある。捜査でコンビを組んでいる蔵には頭が上がらない。
蔵直太郎（くら なおたろう）
新宿第二署刑事課捜査員。階級は巡査部長。イクオや美月の先輩に当たる刑事。
美月に惚れており、本人の前では上がってしまう。元白バイ隊員であり、神取を警察の世界に引き込んだ張本人。
蝶野真一（ちょうの しんいち）
新宿第一警察署刑事課所属の刑事。当初は警部補だったが、後に警部に昇進している。
第二署に対しては優越意識があり、美月には半ば敵視されている。自分が目をつけた犯罪者を逮捕することに強いこだわりを持っており、時には自身の立場が危うくなることも厭わない。刑事としての勘からイクオと竜哉の関係を疑っている。
アルカナH&Bのビル（ドラマ版ではハイジマ・コーポレーションのビル）で竜哉を忍足と我那覇から助けたことをきっかけに目をつけられ、「金時計の男」に公安警察官としてスカウトされ、表向きはコンビを組んでいた東海林の不祥事に責任を感じて自ら異動願いを出したという形で、第一警察署を去る。後に、エスメラルダ号にて聖隊の一員としてイクオたちに再会した。
ドラマ版では、初めからイクオと竜哉の関係を疑っており、そのためにイクオとコンビを組んでいた美月にそれをほのめかしていた。ハイジマ・コーポレーションのビルで竜哉を忍足と我那覇から助けたことで命を狙われるも、蝶野の様子に不審を抱いた三島に相談され、それにより三島や橘と協力関係となる。最終話では「金時計の男」こと北川の護衛を買って出るが、イクオに殴られ、北川の家族と共に拘束される。
東海林太郎（しょうじ たろう）
新宿第一警察署刑事課所属の刑事。階級は巡査部長。蝶野とコンビを組んでいる。
覚醒剤の横流しを行い、それが元で「金時計の男」に脅迫され、蝶野を殺すように命じられるも蝶野に見破られ逃走、最終的に自殺体で発見される。詳細は不明とされていたが、後に公安により自殺するよう追い詰められていたことが判明。
ドラマ版では、明確な描写は無いものの、自殺ではなく公安のゼロによって暗殺される。
阪東士郎（ばんどう しろう）
警視庁刑事部捜査一課所属の刑事。階級は警部。警視庁に派遣されたイクオとチームを組む壮年の男性。
刑事としての腕は一流だが、勝手な個人捜査や強引な手段に訴えることが多く、上層部からは煙たがれている。裏でアウトローな取引を行っている。妻と息子がいるが、現在は別居中。
30年前に麻薬取引への違法捜査を行った過去があり、これが上層部に露見し、その上層部が手頃な人身御供として「真面目なだけで能の無い」同期の室田巡査に違法捜査の責任の全てを押しつけた上で離島の駐在所に左遷したことを知らなかった。室田巡査はただでさえ成績下位だったうえに追い打ちで転落街道を走らされる羽目になり、挙句には妻が愛想を尽かして若い男の元に逃げたことで発狂し、一人息子でその後刑事となる中嶋巡査部長はそのとばっちりで過酷な虐待を受けるなど、家庭環境は陰惨を極めるばかりだった。中嶋はこれがきっかけで警察への復讐を決意し、全ての原因となった麻薬の売人と自分たちを狙って自身を除く3名を殺してバラバラ死体にした事件を引き起こしていたこと、同時に自身の30年前の行いが無関係の同僚の人生を地獄に変えてしまったことを知る。
三島とは警察学校時代の同期で捜査一課では犬猿の仲だった。ある事件後、三島同様、懲戒免職となり退職。探偵事務所を設立し三島をしつこく誘っている。
日比野圀彦（ひびの くにひこ）
警視庁警務部監察課 課長代理（コミックス14巻では首席監察官）。階級は警視長で日比野美月の父親。前職は神奈川県警警務部長。
誰に対しても人当たりよく接するが、その冷静さが狂気染みてもいて、美月を危険に晒しても平気でいる様は竹ノ内を戦慄させた。さらに彼に「警察を舞台にした大きな祭りが始まる」と謎めいた言葉を告げている。イクオに近づき、何か企んでいる様子を見せていたが、首席監察官となってからは彼と娘を自分の権限で警視庁警務部監察課に異動させ、同時に監察官に任命した。その目的は「警察の腐敗を断つ」ことであり、そのターゲットである聖たちが行った幾多の不正の調査を命じる。
金時計組と同じタイプの時計を所有しているが、金時計組であるかどうかは不明。妻が亡くなった雨の日、同日「まほろば」の事件現場に来ていたが、何が起きて「警察人生を変えてしまった」とまで言わしめたのか謎である。
聖を失脚させることには最終的に成功するものの、美月とウロボロスのペンダントにまつわる事件が原因で後に暗殺されてしまう。
田村小夏（たむら こなつ）
警視庁警務部警務課 警部補。
外見は小柄で若く見えるが、階級も年齢もイクオより上である。つかみどころが無いと同時に腹黒い性格で、自分よりも立場の弱い人間には容赦なく毒を吐く。
日比野邦彦と一緒に廃ホテルに行った際、日比野は何者かに殺され、自身も怪我を負った。意識が回復したのち、背後から男に奇襲されたと話していた。だが実際は、自身の父親である外科医の早乙女の名誉を守るため、日比野を射殺するよう命じられ、射殺していた。元々彼女は10歳までしか生きられないほど、心臓に重い病気を抱えていて、日菜子の心臓を移植されていた。その事実を伝え、イクオたちと戦った後、拳銃自殺しようとしたが、那智に止められ思いとどまり、逮捕される。
ドラマ版では、「小夏先輩」と、イクオに呼ばれている。また、手を耳に当てて相手の話を聞き出そうとする癖がある。
日比野が何者かに射殺された際、日比野はまほろばであるビデオテープを血眼で地中から掘り出していることに恐怖を感じたと話していた。
聖由起人（ひじり ゆきと）
警視庁副総監。階級は警視監。通称「副将軍」。
警察内部に存在する派閥の中で最大の派閥を率いる人物。常に尊大な言動をする。左側頭部に謎の傷跡を持ち、イクオの面影に何か引っかかる節を見せている。警視総監狙撃事件発生により警視庁がトップ不在となり、事件の捜査を指揮すると同時に派閥をさらに拡大し独裁体制を作り上げた。総監復帰と事件が実行犯自殺で解決した後もその状態は続き、総監との派閥争いで完全勝利を収める。さらには警察庁長官さえも説き伏せ、組織犯罪対策部第四課に副総監特命係を設立する。彼が率いるこの特命係は「聖隊（ひじりたい）」と呼ばれ、違法捜査も正当化する強引なやり口で自分にとって悪と判断した存在を力ずくで排除していく。
15巻で金時計組の一人であることが明らかになる。我孫子桐乃とは大学の同期で共に首席で卒業している。
エスメラルダ号における違法捜査が原因で聖隊を解散に追い込まれ、同時に自身も副総監の地位を追われてしまった。
実は15年前の結子の死に関わる人物にして、イクオたちが探している金時計の男の正体を知る現状唯一の人物であるが、かつての相棒にして恩人であることへの恩義から「彼のことを探ったり、関わってはならん」と警告している。
ドラマ版では、桐乃の同級生という設定は無くなり、聖隊も設立しない。
鷲尾啓（わしお けい）
警視庁刑事部捜査一課管理官。階級は警視正。
副総監派閥の人間で、警察の不祥事に関しては隠蔽も辞さないという考えを持っている。組織的捜査を重視しており、スタンドプレーを快く思っていない。聖の指示で警視庁内での裏金作りを行っていたが、そのことで日比野國彦からの監察官聴取を受ける。指示していた人物を話せば諭旨免職にするという取引を持ちかけられるも、そのことを察していた聖に覚醒剤取引の冤罪を被せられ、切り捨てられる。
竹ノ内克美（たけのうち かつみ）
警視庁刑事部捜査一課理事官。階級は警視。通称マロ。鷲尾と同じく副総監派閥の人間。父親が国家公安委員会に所属する議員であり、そのコネを使って現在のポストについている。傲慢な性格で、父親の地位を盾に上の階級の人間に対しても傲岸不遜な態度を取っている。
基陽子（もとい ようこ）
警視庁科捜研所属。気のさっぱりした性格。
美月からウロボロスのペンダントの鑑定を依頼されるも、それが原因で警視庁公安部に命を狙われ、最終的に自殺に見せ掛けて殺害される。
ドラマ版では、美月にウロボロスのペンダントの鑑定を依頼される部分までは同じだが、殺されずに生存している。
忍足浩司 / 忍足浩二〈ドラマ版〉（おしたり こうじ）
警視庁警備局警備企画課のゼロの班長。階級は警視。眼鏡をかけた長身の男性。まほろば事件の実行犯の一人。
常に冷静な性格で、任務の際は的確な状況分析と指示を行い、暴走しがちな我那覇を嗜めることも多い。その一方で、人の命を奪うことにためらいを持たず、それが自分の部下であっても変わりない。その一方で公安という自身の立場に強い義務感を抱いており、熱弁を奮ってしまうこともある。我那覇を犠牲にしてまで竜哉と隼人を追い詰めるが、イクオの襲撃に遭い重傷を負う。その後、命乞いをし逃走しようとするも、既に見限っていた公安特務班のメンバーに抹殺された。
ドラマ版では、背は低く、眼鏡を着用していない。
我那覇守（がなは まもる）
警視庁警備局警備企画課のゼロ所属。階級は警視。ギラギラした目の厳つい顔の男性。まほろば事件の実行犯の一人。
享楽的で荒々しい言動と暴力的な人物。人に命令されることを嫌う。元機動隊出身で実技成績トップの実力者のため相手をいたぶることに愉悦を見出しており、その暴力性が原因で訓練中に若手の機動隊員を死亡させてしまい、左遷されかけたところを忍足に買われてゼロにスカウトされた。異常にタフな体格の持ち主で、通常ならば失神してもおかしくない攻撃を受けても平然としており、相対した竜哉を「化物」と驚愕させた。ボクシングを習得しており、拳銃が使えない状況で用いる。自制が効かない性分だが最低限の節度はもっており、忍足同様に自身が危ない立場にあることは重々承知していた。一時は竜哉と隼人を追い詰めるが、隼人が落下させたシャンデリアの下敷きになり、重傷を負う。最終的に忍足に役立たずとみなされてボールペン型皮下注射器でテトロドトキシンを打たれて始末される。
ドラマ版では、警視庁機動隊鬼の四番隊のトップだった男で、背が高く体格が良い。優れた格闘術だけでなく、狙撃の腕前も良い。原作同様かなりタフでシャンデリアの下敷きになっても暴れようとし、隼人から「ゾンビ野郎」と呼ばれる。
湯浅敬一（ゆあさ けいいち）
新宿の公園に住むホームレス。元警視庁警備局警備企画課のゼロ所属。まほろば事件の実行犯の一人。まほろば事件で逃走する際に車の事故で背中に火傷を負った。
元々悪事をなすような性格ではなく、過酷な公安任務による度重なるストレスに耐え切れず、妻子も経歴も何もかもを捨ててホームレスとなった。
「金時計の男」の依頼を受けた九条に命を狙われ、イクオや竜哉によって守られるが、恐怖のあまりに逃走してしまう。逃走後、イクオたちにまほろば事件の真実を話し、謝罪することを決意したが、「金時計の男」の命令を受けた警官に射殺される。
ドラマ版では、まほろば事件で背中に負った傷が反撃に転じた柏葉結子の銃撃による銃創に変更されている。また、ホームレスになったことによる不摂生のために足に障害を負っていた。九条に命を狙われる展開は原作を踏襲するが、制服警官に扮した忍足によって射殺される。
桂田仲路（かつらだ なかじ） / 桂田剛夫（かつらだ たけお）〈ドラマ版〉
アルカナH&B社長（ドラマ版では、ハイジマ・コーポレーションの社長）。元警視庁警備局警備企画課のゼロ所属。まほろば事件の実行犯の一人。
私利私欲のために公安の機密情報をマスコミに売ろうと画策したため、忍足と我那覇によって服毒自殺に見せかけて殺害される。
ドラマ版では、イクオと竜哉に面会した時、すぐにまほろばに居た孤児であると気付き、竜哉に連絡して取引を持ちかけるも、会う前に忍足と我那覇によって拳銃自殺に見せ掛けて殺害される。
北川貴一郎（きたがわ きいちろう）
警視庁警視総監。
とあるイベントで何者かによって狙撃されて重傷を負うも、一命を取り留める。政略結婚で結婚した妻と、一人息子の慶太と暮らしている。
その正体はまほろば事件の黒幕にして、イクオと竜哉が長年探し続けていた金時計の男。自身が重傷を負った「警視総監狙撃事件」は、まほろば事件の真相を探る人間から自分を守るための自作自演だった。

### 暴力団関係者
我孫子桐乃（あびこ きりの）
我孫子会会長夫人であり、金時計組の1人。
かなりのキレ者であり、重度の鬱病で床に伏している会長に代わって権力をふるっている。そのため、現在の我孫子会の実質的権力者である。竜哉は金時計組の女性（＝桐乃）がいるという理由から我孫子会へ入ることを決めた。竜哉を異例の直参入りをさせたり、クルーザーをプレゼントしたりとかなり気に入っている。また、配下の者たちに情事の相手をさせている（竜哉から陰で「色欲ババァ」と呼ばれている）。
本当の桐乃は任侠を重んじる女傑であり、利益のためにどんな非道も平気で行う組員や幹部たち、ましてや夫である会長を一切信用しておらず、夫を含めた周囲全てが自分の命を狙っていることも見抜いていた。配下に情事の相手をさせているのも、実はそういった事情が絡んでいたためである。エスメラルダ号での混乱の最中、竜哉と共に甲板に逃げ延びた際、彼の目が「ヤクザ特有の濁った眼をしていない」ことに初めて会ったときから違和感を感じていたことを問いただし、その中で信じる相棒がいることを知り、自分のこれまでを竜哉に打ち明けた上で、自分を絶対に守れ、と「親として」命じた。
聖由起人とは大学で同期だったため、当時の彼をよく知っており、エスメラルダ号で再会した時に「一体何があったんだ」と言葉に出してしまうほど聖の変貌ぶりに動揺していた。
桐乃の金時計は聖と共に首席卒業した際に授与されたものである。
ドラマ版では、聖の同級生という設定は無くなった。竜哉に直参入りの話を出すものの、竜哉が極道の世界に入った理由に疑問を感じ、保留にする。最終的に竜哉を破門するも、竜哉の詫び金を持参した深町に対して「最後まで付き合ってやれ」と詫び金の一部を深町に渡した。
我孫子栄（あびこ さかえ）
我孫子会会長。重度の鬱病に罹っており、直参入りなどの重要行事以外では床に伏している。
我孫子会傘下の卜部一家に桐乃と腹心の竜哉を暗殺させようとしたが、失敗に終わり、警視庁組織犯罪対策課の刑事らに殺人教唆の容疑で逮捕される。逮捕される際に桐乃に「アンタの漢（おとこ）じゃ我孫子会の看板は重すぎる」と言い捨てられた。
深町（ふかまち） / 深町武（ふかまち たけし）〈ドラマ版〉
竜哉の部下で、松尾組構成員。のちに、段野組の若頭となる。
常に冷静で無表情。竜哉を慕っており、竜哉の生存を知った際には涙を浮かべ、喜んでいた。
山城重禎（やましろ しげよし）
関東最大の広域指定暴力団山城会会長。暴力団でありながら警視庁警備局警備企画課のゼロとの関わりがある人物。警察から危険視されており警視総監北川を狙撃の命令を下した首謀者として逮捕されかけ、クラブハウスで山城組構成員が警察との激しい抵抗をしている間、クラブハウスの一室に隠れるがゼロに見つかり自殺と見せかけて口封じのため我那覇に射殺された。殺害される直前に会長を救出しようとする竜哉と電話し、「まほろば」に関する情報を息子の隼人に預けたことを伝えた。
関東最大の暴力団の会長であるため、多忙な毎日であるため息子に十分な愛情を与えることができなかったが、一度だけ幼少期の隼人と遊園地に連れて行ったことがあり、隼人にとって最高の思い出だった。その話を聞いた竜哉から「いい親父さん」と称された。
山城隼人（やましろ はやと）
山城会会長嫡男兼幹部。事実上後継者だったが、本人に器が無いため組内部で問題となっており、結果的にはその不和を警察によって利用されてしまう。
幼少期に会長である父親から満足な愛情を受けられなかったが、自身は深い愛情を持っており、ゼロによって父が殺害されたことには強い憤りを見せている。また、唯一連れて行ってもらった遊園地を思い出の場所として大切にしており、細かい設定を覚えるほどに何度も通っていた。忍足と我那覇の因縁に決着をつけた後、竜哉の手引きで亡命することになった。
ドラマ版ではチャラけた外見に反して冷静で義理堅い青年となっている。

### その他の人物
金時計の男（仮称）
15年前、イクオと竜哉が証言した殺人犯の情報をもみ消し、「お前らの人生を潰せるのは警察だ」と2人に脅しをかけた男。
警察関係者であることを除き長らく素性不明であったが、その正体はかつての聖の相棒にして恩人である現警視総監・北川貴一郎であることが後に判明する。
ドラマ版では、「15年前の事件で、イクオと竜哉に脅しをかけた『金時計の男』」は聖で、「柏葉結子を殺害した『金時計の男』」は北川となっている。
柏葉結子（かしわば ゆいこ）
児童養護施設「まほろば」の職員で、孤児たちを世話していた人物。明朗快活な性格で、気のさっぱりした姉御肌。孤児であったイクオや竜哉にとってかけがえのない家族のような存在であり、結子先生（ゆいこせんせい）の渾名で慕われていた。料理は下手（ドラマ版ではオムライスのみ得意）。
15年前の事件で、何者かによって射殺され、その事件は「金時計の男」によって事件の概要がほとんど捜査されず、公表されないまま隠蔽される。
九条隆明（くじょう たかあき）
ホームレス連続殺人事件の真犯人。元警察官で多くの重要事件を検挙し、警視総監賞も授与されるほどの敏腕刑事だったが半年前に依願退職した。その後、金時計の男の命令でホームレスとなった湯浅敬一を殺すべくホームレス狩りを行った。実は、九条が警察を辞め湯浅を殺す仕事を請け負ったのは子供を守るためで、過去に解決した事件で恨みを持った暴力団の残党が九条の家族を襲い、妻は頭を撃ち抜かれて即死、息子は意識不明の重体にされ、暴力団に対しては一際憎悪を持っている。湯浅を殺せば、子供に最高の医療を提供して助けるという交換条件を受け入れた。廃墟となったビルに隠れていた湯浅を殺害しようとするが竜哉が現れ、暴力団嫌いから竜哉を追い詰めるもイクオの参戦により敗北し、イクオの手でやむを得ず射殺された。
しかし、その後は湯浅が金時計の男が差し向けた刺客（巡回を装った警官）に射殺され、息子も治療を打ち切られて死んでしまい、全てが無に帰した。
ドラマ版では、湯浅の殺害を依頼したのは忍足であり、その後イクオと竜哉に敗北した際、イクオに説得されるが口封じのために我那覇に狙撃されて射殺された。
三島桜（みしま さくら）
三島の養女。元は麻薬中毒の実父に児童虐待を受けながら育った少女で、その実父が死んだ後、三島に引き取られた。アダルトチルドレンでもあり、普段はしっかり者で人当たりの良い印象を与えるが、感情を表に出さない傾向を持っていた。26年前の誘拐事件で救った筈の三島を憎む女性が裏で糸を引く事件で、真の意味で父娘の絆を結び三島を"父ちゃん"と呼ぶようになる（それまでは“三島さん”もしくは“お父さん”だった）。
那智日菜子（なち ひなこ） / 那智陽奈（なち ひな）〈ドラマ版〉。
聡介の妹。幼少時は、イクオや竜哉、聡介らと一緒に「まほろば」で暮らしていたが、結子が殺害される事件が発生するより少し前に、「別の児童養護施設へ移ることになった」として半ば強制的に聡介らと引き離され、それ以来、音信不通になっていた。
その後の聡介の調査により、当時心臓に重い病を抱えていた小夏のドナーとして心臓を移植され、死亡したことが判明した。

## 原作・ドラマ版の相違点

### イクオと竜哉の生い立ちの違いについて
龍崎イクオ
実の両親は父親は北川貴一郎、母親は龍崎美咲。原作での美咲は、六本木の最高級秘密クラブのナンバーワンホステスで、政財界の客から情報を集めていたSで北川のスパイの1人だったが妊娠したことにより北川の前から姿を消した。その後、イクオを産み2人で千葉で暮らしていたある日、 飲酒運転の暴走トラックに撥ねられ即死。イクオも頭部を強打し数日昏睡状態になるが、なんとか一命を取り留める。そして退院の日イクオを迎えに来た北川によりまほろばへと連れて行かれた。最終話では竜哉と共に崖の上から飛び降りる。その後、生死は不明であったが、それから3年後、とある事件を追う美月が危機に陥った際に現れる（ただし、顔は合わせていない）。
ドラマ版でも、両親の名前は同じだが設定が異なる。北川は小学生時代（1965年）に林間学校に行っている間に両親と妹を強盗に殺害された過去があり、その犯人には病弱な妻と4歳になる美咲という名前の娘がいた。事件後妻は美咲を連れて離婚し、戸籍を洗うため美咲を龍崎という名字の遠縁の親戚と養子縁組した。その後、北川と美咲が出会い、恋に落ちた結果、出来た子どもがイクオであり、北川は病死する直前に美咲から連絡があるまで、イクオの存在を知らなかった。実の父親である北川への復讐を果たすため彼の自宅に乗り込むも、最終的に彼への復讐を止め、まほろば跡地にて竜哉の遺体の傍らで所持していた拳銃で自ら命を絶った。
段野竜哉
原作の最終話ではイクオと共に崖の上から飛び降りる。その後、生死は不明であったが、それから3年後、とある事件を追う美月が危機に陥った際に現れる（ただし、顔は合わせていない）。
ドラマ版では、生後すぐに、デパートのトイレに捨てられ、乳児院へ保護され、2歳からは児童施設を転々としていた。直参入りへの話は出るものの、桐乃に自らの目的を疑われたために保留となる。最終的に北川への復讐を果たすためイクオと共に彼の家族を人質に取り自宅に立て籠もるも、北川の息子に撃たれて重傷を負い、まほろば跡地に到着する前にイクオが運転する車の中で息を引き取った。

### 北川と結子の違いについて
北川貴一郎
原作では自分のスパイの1人であった六本木の最高級秘密クラブのナンバーワンホステス龍崎美咲との間に出来た子がイクオであった。妊娠と同時に美咲は姿を消し、イクオを産み2人で千葉で暮らしていたが、美咲は事故死。同じ事故で一命を取り留めたイクオが退院した日に迎えに行きイクオをまほろばへ連れて行った。
イクオたちが公安部隊と戦闘している間、駆けつけた美月に17年前の事件の真実を語る。また、式ノ浦島で匿われていた柏葉結子を訪ねて再び殺そうとしたが、昏睡状態でもうわごとでイクオと竜哉の名前を呼ぶ姿に殺害を思いとどまり、マフラーを残してその場を去った。そして自分が結子を愛していたことに気づいた。美月の「柏葉結子を愛していたか」という問いに答えずSPが運転する車に乗って去ろうとするが、現れたSPは警察庁のスパイとして紛れていた男だった。スパイの運転手に神経毒を投与され、警察庁に拉致されそうになる。
物陰に隠れていたイクオと竜哉が現れて連携攻撃で運転手を圧倒。イクオの気迫を感じると、復讐される覚悟を決めたがその矢先、重傷を負った運転手に車を爆発炎上させられる。全身が燃えた状態で車から出ると、イクオに何かを話そうとして焼死。盛大な警察葬が行われた。生前身に付けていた金時計はイクオと竜哉が回収して海に捨てた。
ドラマ版でもイクオの実の父親であるが、柏葉結子を殺害したのは公安のゼロではなく、北川本人に変更されている。自らの過去の犯罪を示すビデオが三島や橘、蝶野らの手に渡ったことで観念し、警視総監職を辞任、まほろば事件の黒幕として逮捕される覚悟でいたが、家族を人質に取って自宅に立て籠もったイクオと竜哉にまほろば事件の真実を伝える。実は小学生のころ（1965年）に強盗に両親と妹を殺害され、事件後、遠縁との養子縁組により名字を変えた強盗の娘、龍崎美咲と恋に落ちたが、その事実を知って別れた。その後、病死する直前の美咲から連絡があり実の息子であるイクオの存在を知った。その後、イクオをまほろばに預ける。イクオに対して、「愛していなかった」と述べており、現在の自分の家族に対しても、「どこかで家族ごっこを演じていたのかもしれない」としながらも、北川の息子（イクオの異母弟）が竜哉を不可抗力で撃ってしまい、逆上したイクオに射殺されそうになった際に身を挺して庇った。最終的に逮捕される。
柏葉結子
自身も孤児であったが、竜哉の調査により、元警視庁公安部捜査官という意外な経歴と、ゼロとの因縁によって殺された事実が判明するという点は原作・ドラマ共に同じ。
原作では、事件を隠蔽した「金時計の男」と恋愛関係にあった。また、実は事件後式ノ浦島の診療所で生存していた。重傷を負って脳が低酸素状態に陥ったことで、車椅子になり言語障害が残ったが、島の人々に愛されていた。島に来た二年後に息を引き取った。
ドラマ版では、まほろばで北川やゼロのメンバーと対面していたところをイクオに見られたため、口封じのためにイクオを殺すよう北川に命じられイクオに銃を向けるも、最終的には北川に反抗し彼を撃とうして逆に撃たれ、重傷を負う。その際、彼と一緒にいたゼロのメンバーの1人、湯浅を銃撃し、負傷させた。その後、自分の元に駆け寄ってきたイクオに「強く生きて」と言い遺し、息を引き取った。

## 用語
金時計組（きんどけいぐみ）
オリジナルの金時計や銀時計が授与された者の総称。
その時計を授与された者（某一流大学の首席卒業生）で構成されており、そう呼ばれる彼らは警察キャリアの中でも一握りしかいない。また、警察だけでは無く、政界、財界、暴力団など、何かしらの力を持つ組織のフィクサーとして君臨する者達でもある。
作中で判明した金時計の所持者は聖、桐乃、日比野（後に故人）、そして（後に警視総監と判明する）「金時計の男」の4人である。
まほろば
幼少時のイクオと竜哉が育った養護施設。裏ではゼロとの繋がりを持っている。
ゼロ
警視庁警備局警備企画課に秘密裏に設置されている特殊部隊。「0（ゼロ）係」であることが呼び名の由来。法的にも非人道な行いをするメンバーで結成されている。
副総監特命係（ふくそうかんとくめいがかり）
通称「聖隊（ひじりたい）」。聖が警察庁長官を説き伏せて設立した、私設部隊ともいえる部署。聖の命令以外は一切聞く耳持たず、彼が悪と断じた標的を違法捜査すら正当化し、自分たちの不正をも聖の持つ権力と自分たちの武力で揉み消すという、あまりにも強引なやり口で次々と標的を排除する。聖に絶対の忠誠を誓う者たちだけで編成されており、聖や自分たちの邪魔をする者は例え同じ警察官であろうとも射殺前提の発砲も辞さない、危険思想の武闘派集団でもある。
しかし、エスメラルダ号にて行った違法捜査の失敗から、過去の違法捜査の責任まで取らされる形で聖が副総監の地位を追われたために権威は失墜し、解散に追い込まれた。
ドラマ版では登場しない。

## 書誌情報
- 神崎裕也 『ウロボロス -警察ヲ裁クハ我ニアリ-』 新潮社 〈バンチ・コミックス〉 全24巻
  1. 2009年6月9日発売[書誌 1]、ISBN 978-4-10-771485-5
  2. 2009年9月9日発売[書誌 2]、ISBN 978-4-10-771508-1
  3. 2009年12月9日発売[書誌 3]、ISBN 978-4-10-771534-0
  4. 2010年3月9日発売[書誌 4]、ISBN 978-4-10-771551-7
  5. 2010年5月8日発売[書誌 5]、ISBN 978-4-10-771565-4
  6. 2010年7月9日発売[書誌 6]、ISBN 978-4-10-771574-6
  7. 2010年10月9日発売[書誌 7]、ISBN 978-4-10-771594-4
  8. 2011年1月21日発売[書誌 8]、ISBN 978-4-10-771607-1
  9. 2011年6月9日発売[書誌 9]、ISBN 978-4-10-771623-1
  10. 2011年8月9日発売[書誌 10]、ISBN 978-4-10-771629-3
  11. 2011年12月9日発売[書誌 11]、ISBN 978-4-10-771643-9
  12. 2012年3月9日発売[書誌 12]、ISBN 978-4-10-771654-5
  13. 2012年6月8日発売[書誌 13]、ISBN 978-4-10-771666-8
  14. 2012年10月9日発売[書誌 14]、ISBN 978-4-10-771683-5
  15. 2013年2月15日発売[書誌 15]、ISBN 978-4-10-771696-5
  16. 2013年7月15日発売[書誌 16]、ISBN 978-4-10-771713-9
  17. 2014年1月9日発売[書誌 17]、ISBN 978-4-10-771734-4
  18. 2014年8月9日発売[書誌 18]、ISBN 978-4-10-771767-2
  19. 2015年1月9日発売[書誌 19]、ISBN 978-4-10-771795-5
  20. 2015年5月9日発売[書誌 20]、ISBN 978-4-10-771820-4
  21. 2015年11月9日発売[書誌 21]、ISBN 978-4-10-771855-6
  22. 2016年4月9日発売[書誌 22]、ISBN 978-4-10-771890-7
  23. 2016年9月9日発売[書誌 23]、ISBN 978-4-10-771919-5
  24. 2017年1月7日発売[書誌 24]、ISBN 978-4-10-771950-8

## 小説
- 著：杉江松恋 原作：神崎裕也『ウロボロス ORIGINAL NOVEL』 新潮社 〈新潮文庫nex〉 既刊3巻（2015年8月現在）
  - イクオ篇 2014年12月1日発売[書誌 25]、ISBN 978-4-10-180019-6
  - タツヤ篇 2014年12月1日発売[書誌 26]、ISBN 978-4-10-180020-2
  - 署長暗殺事件篇 2015年8月1日発売[書誌 27]、ISBN 978-4-10-180040-0

## 舞台
2025年10月24日から11月3日まで、CBGKシブゲキ!!で公演予定。室龍太と仲田博喜がダブル主演を務める。

### キャスト
- 龍崎イクオ - 室龍太
- 段野竜哉 - 仲田博喜

### スタッフ
- 原作 - 神崎裕也『ウロボロス 警察ヲ裁クハ我ニアリ』（パンチコミックス / 新潮社刊）
- 脚本・演出 - 林明寛

## テレビドラマ
『ウロボロス〜この愛こそ、正義。』（ウロボロス〜このあいこそ、せいぎ。）のタイトルで、2015年1月16日から3月20日まで毎週金曜日22時 - 22時54分に、TBS系の「金曜ドラマ」枠で放送された。主演は生田斗真と小栗旬、生田は連載初期に漫画を読んだときから「これは何としても映像化したいですね」と希望していた。生田がイクオを演じられるならば、竜哉は小栗旬に演じてもらいたいと小栗本人に漫画を渡している。「いつか絶対に実現させたい」という生田の熱意を感じた小栗は、演じることを了承し、オファーが来たときには「とうとう思いがかなったんだな」と思ったと述べている。
第5話と第6話ではスペシャル企画として、出演者による副音声解説「ウラバラス」と本編とは別番組扱いで本編放送前1分間のスピンオフドラマが放送された。
「ウラバラス」では生田、小栗、そして司会進行役としてムロツヨシがオーディオコメンタリーを行った。2回の実施で終了予定であったが、ドラマの見所や撮影の裏話に加え、ドラマの内容から脱線したトークも話題となったことから、第8話以降も復活した。先の3名に加え、第8話では吉田羊、第9話では吉田鋼太郎が加わった。また、最終話では物語に集中してもらいたいという理由からウラバラスは番組の中盤で終了した。
また、スピンオフドラマとして、第5話ではムロツヨシ主演の『ムロボロス〜この際だからやっとく感じ。』、第6話では吉田鋼太郎主演の『コウタロス〜この娘こそ、実子?』が関東地区のみで21時59分 - 22時にかけて1分間放送された（本編とは別番組扱い）。
最終話では、関東地区のみ21時59分 - 22時に『これまでのウロボロス』を、本編とは別番組扱いで放送。
生田と清野菜名の結婚が2020年6月に報じられた際は、「ウロボロス婚」のワードで話題となった。

### キャスト
詳細な人物設定は原作の登場人物を参照。本項ではドラマ独自の人物設定を記載。
主要人物
- 龍崎 イクオ - 生田斗真（幼少期：南出凌嘉）
- 段野 竜哉 - 小栗旬（幼少期：小林喜日）
- 日比野 美月 - 上野樹里（幼少期：石井香帆）

新宿第二警察署
- 三島 薫 - 吉田鋼太郎
- 蔵 直太郎 - 森下能幸
- 神取 一馬 - 馬場徹

新宿第一警察署
- 蝶野 真一 - 滝藤賢一
- 東海林 太郎 - 浜田学

警視庁
- 橘 都美子 - 吉田羊
- 田村 小夏 - 清野菜名
- 日比野 圀彦 - 光石研
- 忍足 浩二 - モロ師岡
- 我那覇 守 - 山口祥行
- 聖 由起人 - 野村将希
- 鷲尾 啓 - 堀部圭亮
- 基 曜子 - 篠原ともえ
- 北川 貴一郎 - 中村橋之助

我孫子会系松江組
- 深町 武 - ムロツヨシ
- 我孫子 桐乃 - 武田久美子
- 大津 克明 - 奥野瑛太
- 長枝 忍 - 奥山ばらば

新宿キッチン
- 真島 了 - 渋川清彦
- 御手洗 カオル - 平田薫

その他
- 柏葉 結子 - 広末涼子
- 那智 聡介 - 綾野剛（第7話 - 第9話）
- ジーザス御子柴 - 田中要次
- 劉 宗鉉 - 山本學
- 桂田 剛夫 - デビット伊東
- 湯浅 敬一 - 康すおん

#### ゲスト
キャスト名横の表記は出演回。☆は被害者（イクオと竜哉に成敗された人物に直接被害を受けた人物）、★はイクオと竜哉に成敗された人物（制裁を加えている間に何者かに殺害された人物や逮捕者も含む）。
第1話 「金時計の男」
- 沢渡 慶太（車上荒らし常習犯）☆ - 中村蒼
- 石森 重三（警視庁四谷北警察署盗犯係警部）★ - 嶋田久作
- 滝川 克二（坂田組構成員）★ - 吉田メタル
- 西田 俊樹（坂東運輸従業員）☆ - 水野智則
- 西田 由紀菜（西田の娘）☆ - 山田望叶
- 西田 まどか（西田の妻）☆ - 松下恵
- 鮫島 巳貴也（婦女暴行事件指名手配犯） - 伊方勝
- 佐藤ダグラス健太郎（松江組の顧問弁護士） - サミ・ポップ

第2話 「オムライスの秘密」
- 神谷 真樹（マーメイド店長）★ - 尾上松也
- 中塚 葵（マーメイドキャバクラ嬢）☆ - 岡本玲
- 菅井 直樹（キャバクラ嬢連続殺人事件被疑者）★ - 中村僚志

第3話 「約束だよ、イクオ」
- 九条 隆明（元千葉県警察捜査第四課警部）★ - 北村有起哉
- 森崎 順（模倣犯・予備校生） - 太賀
- 善一郎（徳田の仲間） - 諏訪太朗
- 徳田 博夫（ホームレス） - 五頭岳夫
- 九条 久美子（九条の妻） - 桜田聖子
- 九条 亮介（九条の息子） - 永井誠之助

第4話 「結子先生の秘密」
- 坂東 士郎（警視庁捜査第一課殺人犯捜査11係警部）☆ - 大地康雄
- 中嶋 春樹（警視庁境川警察署）★ - 笠原秀幸（少年期：鈴木和弥）
- 加賀美（桂田の秘書） - めぐり
- 室田 健太郎（坂東の同期・元小笠原南駐在所巡査） - 笠原秀幸

第5話 「君は僕が守る」
- 相澤 光代（柏葉の恩師・あさがお学園元職員） - 高橋惠子
- 山城 重禎（山城会会長） - 佐々木勝彦（第6話）

第6話 「絶体絶命」 第7話 「何でだよ、結子先生」
- 山城 隼人（山城の息子・山城会幹部） - 中野裕太
- ルミちゃん（キャバクラ嬢） - 岡本杏理（第6話スピンオフ）

最終話 「ただいま」
- 北川 貴博（北川の息子） - 泉澤祐希

### スタッフ
- 原作 - 神崎裕也『ウロボロス 警察ヲ裁クハ我ニアリ』（パンチコミックス / 新潮社刊）
- 脚本 - 古家和尚
- 音楽 - 木村秀彬
- 演出 - 石井康晴、山室大輔、池田克彦
- 主題歌 - 嵐「Sakura」（ジェイ・ストーム）[17][18]
- アクション監督 - ヤン・ギルヨン、シム・ジェウォン
- タイトル - 稲生諭
- 選曲 - 御園雅也
- アクション指導 - チャン・ジェウク、宮木ヨシオ
- アクションコーディネーター - 佐谷秀美
- ガンエフェクト - 納富貴久男
- 警察監修 - 古谷謙一
- 医療指導 - 布施友里恵、嶋田真
- 中国語指導 - 張天翔
- 特殊造形 - 松井祐一
- ペンダント制作 - Koo-fuプロジェクト委員会
- 刺青 - TATOO H&M's
- 特別協力 - 山口泰志（TAN-SU）
- プロダクション協力 - オフィスクレッシェンド
- 企画 - 那須田淳
- プロデューサー - 佐野亜裕美
- 製作著作 - TBS

### 放送日程
| 各話                                                       | 放送日  | サブタイトル       | ラテ欄                                         | 演出     | 視聴率 |
| ---------------------------------------------------------- | ------- | ------------------ | ---------------------------------------------- | -------- | ------ |
| 第1話                                                      | 1月16日 | 金時計の男         | 愛する先生を殺した犯人は…警察25万人の中にいる! | 石井康晴 | 11.5%  |
| 第2話                                                      | 1月23日 | オムライスの秘密   | 涙の秘密とオムライス                           | 石井康晴 | 12.0%  |
| 第3話                                                      | 1月30日 | 約束だよ、イクオ   | あの日、交わした僕たちの約束                   | 石井康晴 | 10.4%  |
| 第4話                                                      | 2月06日 | 結子先生の秘密     | 結子先生の秘密                                 | 山室大輔 | 09.8%  |
| 第5話                                                      | 2月13日 | 君は僕が守る       | 君は僕が守る!                                  | 山室大輔 | 10.1%  |
| 第6話                                                      | 2月20日 | 絶体絶命           | 目の前から消えるよ                             | 石井康晴 | 09.2%  |
| 第7話                                                      | 2月27日 | 何でだよ、結子先生 | もう一人の幼なじみ現る                         | 石井康晴 | 10.6%  |
| 第8話                                                      | 3月06日 | まほろばの秘密     | あの家の秘密                                   | 池田克彦 | 09.6%  |
| 第9話                                                      | 3月13日 | 金時計の正体       | 最終回直前金時計の男、現る！                   | 石井康晴 | 09.4%  |
| 最終話                                                     | 3月20日 | ただいま           | 予測不能のラスト！二匹の龍…涙の結末            | 石井康晴 | 11.3%  |
| 平均視聴率 10.4%（視聴率は関東地区、ビデオリサーチ社調べ） |         |                    |                                                |          |        |

| TBS 金曜ドラマ                        | TBS 金曜ドラマ                                           | TBS 金曜ドラマ                                   |
| 前番組                                | 番組名                                                   | 次番組                                           |
| ------------------------------------- | -------------------------------------------------------- | ------------------------------------------------ |
| Nのために (2014年10月17日 - 12月19日) | ウロボロス〜この愛こそ、正義。 (2015年1月16日 - 3月20日) | アルジャーノンに花束を (2015年4月10日 - 6月12日) |